# Blas Parra
Blas Parra war ein chilenischer Fußballspieler. Der Stürmer absolvierte ein Länderspiel für Chile.

## Vereinskarriere
Auf Vereinsebene spielte Blas Parra 1920 beim Artillero de Costa aus der Hafenstadt Talcahuano. Mehr ist über seine Vereinskarriere nicht bekannt.

## Nationalmannschaft
Blas Parra debütierte für Chile bei der 0:1-Niederlage gegen Brasilien im Auftaktspiel des Campeonato Sudamericano 1920. Chile belegte mit einem Punkt den letzten Turnierplatz. Es blieb das einzige Länderspiel des Stürmers.